# Чихрадзе Шота Герасимович
Шота Герасимович Чихра́дзе (нар. 28 січня 1940, Гагра - 6 жовтня 2024, Львів) — український військовий диригент; заслужений діяч мистецтв УРСР з 1989 року.

## Біографія
Народився 28 січня 1940 року в місті Гагри (тепер Абхазія, Грузія). 1966 року заківчив Московську консерваторію. У 1966—1989 роках керівник військових оркестрів, зокрема у 1984—1989 роках — начальник оркестру штабу Прикарпатського військового округу. З 1990 року викладач Львівського музичного училища імені С. Людкевича.
Автор аранжувань для військових оркестрів класичних творів українських народних пісень; «Фантазія» на теми пісень українських січових стрільців (1991).